# Тази кръв трябваше да се пролее
„Тази кръв трябваше да се пролее“ е български игрален филм (драма) от 1985 година на режисьора Сергей Гяуров, по сценарий на Драгомир Асенов и Леон Даниел. Оператор е Димитър Лисичаров. Музиката във филма е композирана от Васил Казанджиев.

## Актьорски състав
- Веселин Ранков – Виктор
- Огнян Узунов – Динката
- Петър Деспотов – Чинков
- Николай Сотиров – Байрон
- Мая Димитрова – Ануш
- Катя Иванова – Лиляна
- Марин Янев – Денчев
- Анани Явашев – Патрана
- Лиляна Ковачева – Майката
- Адриана Андреева – Стаменова
- Стефан Данаилов – Ювиги хан
- Борис Луканов – полковник Грозданов
- Тодор Атанасов – Захари
- Йордан Биков – Йордан
- Георги Стефанов – Майорът
- Христо Домусчиев
- Васил Димитров – Манастирски
- Александър Лилов
- Иван Йорданов – Клисурски
- Цочо Керкенезов
- Кина Мутафова
- Веско Зехирев
- Николай Латев
- Антон Радичев
- Васил Попилиев
- Добри Добрев